# Myrmosicarius cristobalensis
Myrmosicarius cristobalensis är en tvåvingeart som beskrevs av Ronald Henry Lambert Disney 2006. Myrmosicarius cristobalensis ingår i släktet Myrmosicarius och familjen puckelflugor. Inga underarter finns listade i Catalogue of Life.